# Platycraspedum
Platycraspedum é um género botânico pertencente à família Brassicaceae.